# Eudicrana similis
Eudicrana similis är en tvåvingeart som beskrevs av Freeman 1951. Eudicrana similis ingår i släktet Eudicrana och familjen svampmyggor. Inga underarter finns listade i Catalogue of Life.